# Nordisk igelkottsspinnare
Nordisk igelkottsspinnare, Acerbia alpina är en fjärilsart som beskrevs av Conrad Quensel 1802. Nordisk igelkottsspinnare ingår i släktet Acerbia och familjen björnspinnare, Arctiidae. Enligt den svenska rödlistan är arten starkt hotad, EN, i Sverige. Två underarter finns listade i Catalogue of Life, Acerbia alpina johanseni Bang-Haas, 1927 och Acerbia alpina sibirica Bang-Haas, 1927.

## Kännetecken
Nordisk igelkottsspinnare har en vingbredd på 42 till 50 millimeter. Den är därmed den största igelkottsspinnaren i Sverige. Hanen och honan är väldigt lika varandra till färg och teckning, men honan är något större än hanen. Framvingarna är svarta med fem tvärband av gulvita fläckar, vilka är mer sammanhängande på vingarnas yttre än inre del. Gulvita fläckar finns även på huvudet, benen och den främre delen av mellankroppen. Bakvingarna är gråsvarta med två band av rödaktiga, delvis sammanhängande fläckar på den yttre hälften. Kroppen är kort och kraftig och täckt av fina hår. På bakkroppsspetsen finns en gulorange fläck.

## Utbredning
Denna art har en holoarktisk utbredning och finns i norra Europa, Asien och Nordamerika. Vanligast är den i Norden, östra Sibirien och Alaska. Den har även hittats på högre höjder i en del bergstrakter längre söderut på norra halvklotet.

### Status
I Sverige är denna art klassad som starkt hotad. Dess utbredningsområde är begränsat till en enda fjälltopp, Nissuntjårro i Abisko-området. Den begränsade utbredningen och dess instabila populationer är också det största hotet mot arten i Sverige idag. Ett potentiellt hot mot nordisk igelkottsspinnare i hela Norden är dock exploatering av dess livsmiljöer för turism och den globala uppvärmningen.

## Levnadssätt
Nordisk igelkottsspinnares habitat är arktiska och alpina områden. I Sverige finns den på fjällhedar och flygtiden för imagon är från mitten av juni till mitten av juli, med en topp kring månadsskiftet. Ofta sätter sig de fullbildade fjärilarna på stenar täckta av kartlav, mot vilka de är mycket väl kamouflerade. Honan lockar till sig hanen genom speciella doftämnen, feromoner. Efter parningen läggs äggen i grupper på undersidan av stenar, vilka bör vara flata och ungefär så stora som en hand. Varje hona kan lägga mellan 150 och 330 ägg. Dessa kläcks samma sommar till larver, vilka är behårade som en anpassning till det klimat arten lever i. Larverna äter växter, troligtvis främst dvärgvide och övervintrar åtminstone två gånger innan de förpuppar sig. Detta sker tidigt på våren, ofta så snart det finns snöfria fläckar på marken och den vitgrå kokongen hittas vanligtvis ovanpå eller mellan mindre stenar, mer sällsynt i gles vegetation. Efter tre till fyra veckor kommer den fullbildade fjärilen fram.